# Дмитровы
Дмитровы — русский дворянский род.
Резолюцией Герольдии (11 февраля 1848) утверждено определение войскового дворянского депутатского собрания (12 июля 1846) о признании в дворянском достоинстве детей есаула Николая Иосифовича Дмитрова: Сергея, Павла, Надежды, Марии и Анны полученному отцом (1828) чину хорунжего. Определением Правительствующего Сената (29 сентября 1853) утверждено постановление того же собрания (31 октября 1852) и указом (17 декабря 1853) за № 8583 утверждены в потомственном дворянстве по определению областного Войска Донского.

## История рода
Филипп, Фёдор и Андрей Дмитровы владели поместьями в Новгородской области (1500). Матвей Нефедьевич служил по Тверскому городовому списку (1585). Влас Иванович вёрстан новичным окладом по Костроме (1596).

## Описание герба
В красном щите золотая дворянская корона. Сквозь неё продеты накрест остриями вверх две серебряные сабли. В серебряной главе щита чёрное стропило, над ним чёрный крест с широкими концами. Над щитом дворянский коронованный шлем. Нашлемник: три страусовых пера: среднее — красное, правое — серебряное, левое — золотое. Намёт справа красный. подложен золотом, слева чёрный. подложен серебром. Девиз: «ВЕРА, ВЕРНОСТЬ, ТРУД» золотыми буквами на красной ленте. Герб внесён в Часть XVI. ОГДР стр. 140.